# Ammophila platensis
Ammophila platensis är en biart som beskrevs av Brethes 1909. Ammophila platensis ingår i släktet Ammophila och familjen grävsteklar. Inga underarter finns listade i Catalogue of Life.